# Alejandro Zambra
Alejandro Zambra (Santiago, 24 september 1975) is een Chileense schrijver en dichter. Hij is opgenomen in de Bogotá-39 en werd in 2010 door het Britse tijdschrift Granta tussen de 22 beste Spaanstalige schrijvers onder de 35 jaar geschaard.

## Biografie
Zambra studeerde aan het Instituto Nacional General José Miguel Carrera, waar hij voorzitter was van de ALCIN (Academie van de Castiliaanse Literatuur bij het Instituto Nacional) en later aan de Universidad de Chile (afgestudeerd op Spaanstalige Literatuur). Hij doceert literatuur aan de Universiteit Diego Portales.
Zijn grote doorbraak als schrijver beleefde hij met de roman Bonsái, die naar een tiental talen werd vertaald. Deze roman werd ook onder dezelfde naam verfilmd door Chileens regisseur Christián Jiménez. De film werd geselecteerd voor het Filmfestival van Cannes 2011.

## Prijzen
- Prins Claus Prijs 2013 voor zijn hele oeuvre
- Prijs van de Chileense literaire kritiek 2006 voor Bonsái
- Prijs van de Nationale Raad van het Boek 2006 voor Bonsái
- Premio Altazor voor Proza 2012 voor Formas de volver a casa
- Nominatie Premio las Américas voor Formas de volver a casa
- Nominatie Prix Médicis étranger voor Formas de volver a casa
- Nominatie Premio Rómulo Gallegos voor Formas de volver a casa